# Узники «Ямагири-мару» (мультфильм)
Узники «Ямагири-мару» — кукольный мультипликационный фильм режиссёра Алексея Соловьёва по мотивам одноимённой повести Кира Булычёва. Это последняя экранизация про Алису Селезнёву, которая сделана в СССР.

## Сюжет мультфильма
Конец XXI века. Алиса Селезнёва и Пашка Гераскин проходят школьную практику под руководством Арана Сингха, директора океанской фермы на острове Яп, где в последнее время стали происходить загадочные события: появляются неизвестные науке виды морских существ, исчезают принадлежащие ферме дельфины и киты.
Пашка узнаёт, что недалеко от острова во время Второй мировой войны затонул японский транспорт «Ямагири-Мару», перевозивший драгоценности из захваченной японцами Бирмы. Он собирается тайком взять подводный аппарат — батискаф, чтобы спуститься внутрь корабля и найти там сокровища, но Алиса уговаривает его плыть вместе с ней.
В затонувшем крейсере Алиса и Пашка обнаруживают мутантов (похожих на обычных осьминогов), которые вывелись за прошедшие сто лет под воздействием вылившейся во время крушения нефти. Батискаф обрушивает находившийся в транспорте танк, который придавливает манипулятор, и таким образом Алиса и Пашка оказываются в плену. Мутанты обладают признаками разума и противодействуют их попыткам отрезать манипулятор и освободиться. Пленникам удается выбраться, но осьминоги бросаются в погоню. Аран Сингх объявляет спасательную операцию и вылетает на место происшествия, где убивает «короля» мутантов и спасает Алису и Пашку.

## Роли озвучивали
- Татьяна Аксюта — Алиса Селезнёва
- Алексей Борзунов
- Татьяна Курьянова — Пашка Гераскин
- Всеволод Ларионов — Аран Сингх

## Съёмочная группа
- Автор сценария: Кир Булычёв
- Режиссёр: Алексей Соловьёв
- Художник-постановщик: Д. Цыкалов
- Оператор: Евгений Туревич
- Композитор: Александр Журбин
- Текст песни: С. Голубева
- Звукооператор: Виталий Азаровский
- Художники-мультипликаторы: Павел Петров, Валерий Шуленин, Алла Гришко, Борис Савин
- Художники: Юлия Аралова, А. Родионов, А. Луки, И. Воробьёва
- Куклы изготовили: Геннадий Богачёв, Маргарита Богатская, Александр Дегтярёв, Любовь Доронина, Анатолий Гнединский, Галина Круглова, Борис Караваев, Надежда Лярская, Анатолий Кузнецов, Александра Мулюкина, Валерий Петров, Нина Пантелеева, Виктор Слетков, Елена Покровская
- Монтажёр: Людмила Коптева
- Редактор: Любовь Стефанова, В. Гусева
- Директор: Елена Бобровская

Съёмочная группа приведена по титрам мультфильма.

## Отзывы
Авторы журнала «Мир фантастики» отозвались о мультфильме негативно, назвав его самой неудачной из экранизаций «Алисы Селезнёвой». Авторы положительно отметили следование первоисточнику, экологические темы и единственное экранное появление Пашки Гераскина, но эти плюсы, по их мнению, полностью перекрывает крайне плохая анимация.

К примеру, кукольный мультфильм «Узники „Ямагири-мару“» сейчас всеми забыт. И, надо признать, забыт заслуженно: качество мультипликации в нём довольно слабое. — «Мир фантастики»
Авторы «Кинопоиска» соглашаются, что это «пожалуй, худшая экранизация приключений Алисы». Положительно о фильме отзывались в журнале Time Out, назвав «одной из самых правильных и достоверных киноверсий книг об Алисе с точки зрения следования булычёвским канонам».